# No Shelter
No Shelter è un singolo del gruppo rap metal statunitense Rage Against the Machine, pubblicato nel 1998 ed estratto dalla colonna sonora del film Godzilla.
Il brano è presente anche come "bonus track" nelle edizioni internazionali (europee, giapponese e australiana) dell'album The Battle of Los Angeles (1999).

## Tracce
1. No Shelter